# Maybach
« Maybach Motorenbau » redirige ici.
Maybach, initialement  Luftfahrzeug-Motorenbau GmbH puis  Maybach-Motorenbau GmbH, est à l'origine un motoriste allemand fondé par Wilhelm Maybach à Bietigheim-Bissingen en 1909. En 1919, il devient constructeur automobile, concurrençant entre-autres Rolls-Royce et Bugatti, spécialisé dans les limousines exclusives très haut de gamme comme les Maybach Zeppelin DS7 et DS8 produites entre 1928 et 1934. La marque, rachetée par Daimler-Benz en 1960, est recréée par Maybach Manufaktur avec les Maybach 57 et 62 produites entre 2002 et 2013.
Mercedes-Maybach est devenu depuis 2015 le label de luxe de la gamme automobile de Mercedes-Benz.

## Histoire

### Les débuts
Wilhelm Maybach (9 août 1846 - 20 décembre 1929) travailla longtemps avec Gottlieb Daimler et participa au développement de tous les premiers moteurs Daimler jusqu'au 70 ch de 1906. Après un différend avec Daimler, il s'associe en 1907 avec Ferdinand von Zeppelin pour développer des moteurs de dirigeables.
Tous les dirigeables Zeppelin (jusqu'au Graf von Zeppelin) seront équipés en exclusivité de moteurs Maybach.
Disponible en 1915, la série CX à 6 cylindres de 22 litres de cylindrée développe 210 ch à 1 300 tr/min. Près de 2 000 moteurs sont construits durant la Première Guerre mondiale. Ils étaient renommés pour leur endurance qui atteignait 40 heures, un record pour l'époque !
Le plus perfectionné, le MBIVa, fournissait 260 ch et disposait d'un carburateur réglable suivant l'altitude, lui permettant de maintenir sa puissance jusqu'à 1 800 m.

### Entre les deux guerres
En 1919, le traité de Versailles interdit à la république de Weimar, l'Allemagne d'après-guerre, la fabrication de dirigeables. Maybach se tourne vers l'automobile, sous la dénomination de Maybach-Motorenbau GmbH et présente son premier modèle W1 dès 1921, puis la W3 (it) à moteur six cylindres (1922), toutes fabriquées à Friedrichshafen près du lac de Constance.
Rapidement, la marque monte en gamme avec la W5 (it), puis en 1928 sont lancés les premiers modèles de très grand luxe Maybach Zeppelin, avec Moteur V12.
Son fils Karl Maybach (de) qui le secondait depuis plusieurs années reprend le flambeau à sa mort en 1929. Il lance des modèles six cylindres de la série SW en 1936. La production se poursuit jusqu'en 1941 pour atteindre 1 800 exemplaires au total (dont près de 200 « Zeppelin »).

### La Seconde Guerre mondiale

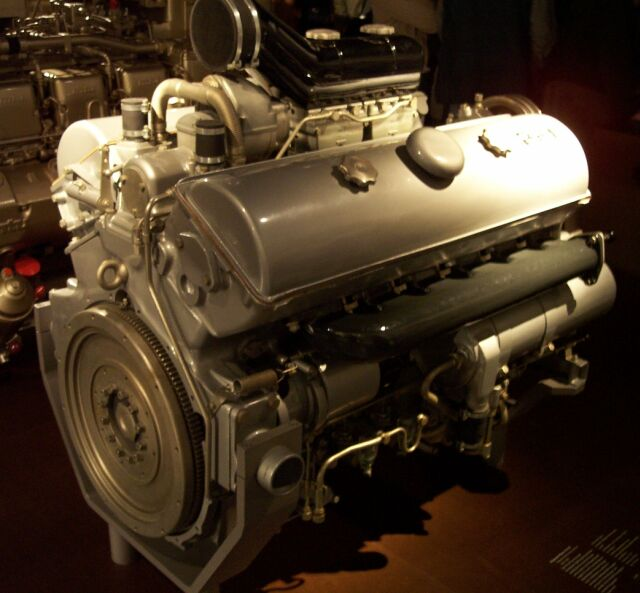
Moteur de char HL120, 265 ch.

Durant la Seconde Guerre mondiale, Maybach était le principal fournisseur de moteurs pour les chars allemands. Ses moteurs essence, équipaient les Panzer III (Maybach HL120 TRM principalement), Panzer IV (Maybach HL120 TRM principalement), Elefant (Maybach HL230 TRM), Tigre I, Tigre II Königstiger, Jagdtiger, Panther, Jagdpanther, ces cinq derniers étant équipés du plus puissant moteur de char produit en série durant la guerre, le moteur Maybach HL230 (V12 essence, 23,8 litres, 700 ch). Le Tiger I, dont Maybach fabriquait aussi la boîte de vitesses, reçut également le Maybach HL210 P45 pour les 250 premiers exemplaires.
La capitulation en mai 1945 a interrompu la mise au point du Maybach HL234, évolution du HL230 qu'il devait remplacer sur les nouveaux chars, sa puissance devant atteindre 900 ch.
Près de 20 ans plus tard, l'entreprise a été rebaptisée MTU Friedrichshafen.
La marque automobile Maybach ne se relèvera pas de la Seconde Guerre mondiale. Rachetée en 1960 à Maybach Motorenbau par Daimler-Benz, elle tombera dans les marques oubliées du groupe jusqu'en 2002.

### Nouvelle voiture et renaissance de la marque (2002-2013)
La marque au double M de style art-déco fut ressuscitée en 2003, sous la dénomination de Maybach Manufaktur, comme très haut de gamme du groupe DaimlerChrysler.

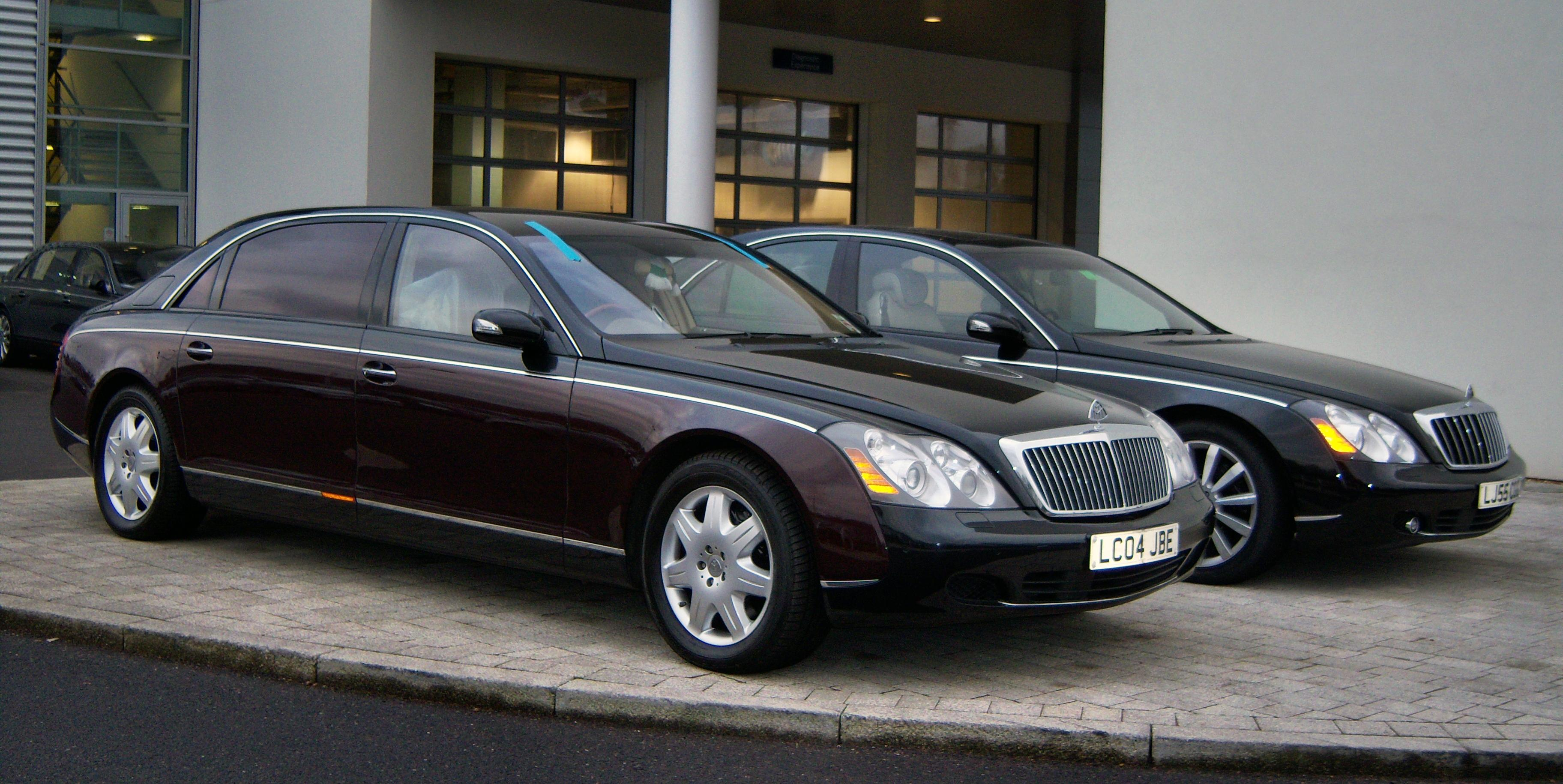
Maybach 57 et 62

Ainsi Maybach a développé les modèles 57 et 62 (respectivement 5,7 et 6,2 m de long), des berlines de grand luxe disponibles également en version spéciale avec la 57S et 62S depuis 2006. Elles sont basées sur une plate-forme de Mercedes Classe S modifiée et allongée.
Maybach a aussi conçu une voiture d'exception nommée Exelero, une « sportive » de 5,89 m et 2,7 t avec 700 chevaux et un couple de 1 020 N m. Elle passe de 0 à 100 km/h en seulement 4,4 s. Cette voiture servait aussi de vitrine technologique aux performances des pneumatiques Exelero dont elle tire le nom et qui sont produits par l'équipementier allemand Fulda.
Lors d'essais sur l’anneau de Nardo en Italie, elle a atteint 351,45 km/h, un record du monde pour une limousine chaussée de pneus de série.
Avec Rolls-Royce et Bentley, Maybach fait partie de l'élite dans le domaine de véhicules de luxe, certains modèles avoisinant le million de dollars.
Néanmoins, le groupe Daimler a annoncé fin 2011 la fin de la production des deux modèles existants dans le courant de l'année 2013.
Bien que gagnant de l'argent sur chaque voiture produite, le groupe reconnaît ainsi que la marque Maybach n'a pu s'imposer face à Bentley et Rolls-Royce, puisque la production annuelle ne dépassait pas 10 % de l'objectif fixé par le constructeur.

### Maybach, label de Mercedes (depuis 2015)
En novembre 2014, Daimler-Benz présente au salon de Los Angeles, les Mercedes-Maybach S500 et S600, des versions ultra luxueuses de la Mercedes classe S. Mercedes-Maybach (de) devient alors le blason de luxe du constructeur allemand. Les voitures sont commercialisées à partir de février 2015. En 2016 est présenté le concept-car Mercedes-Maybach Vision 6 coupé, suivie en 2017 par la version cabriolet.
Le 25 avril 2018, Maybach présente un concept-car de SUV au Salon automobile de Pékin, le Vision Mercedes-Maybach Ultimate Luxury, préfigurant un SUV luxueux concurrent des Rolls-Royce Cullinan et Bentley Bentayga. Dieter Zetsche, PDG de Mercedes-Benz, avait confirmé au Salon de Detroit 2017 l'arrivée d'un SUV luxueux badgé Maybach,. En novembre 2019, Maybach présente sa version de la GLS de Mercedes-Benz.
En novembre 2020, Maybach présente sa version de la nouvelle Classe S de Mercedes-Benz. Elle profite d'un empattement allongé de 18 cm par rapport à la Classe S Limousine, dont l'empattement est déjà allongé de 11 cm par rapport à la Classe S de série.

## Modèles

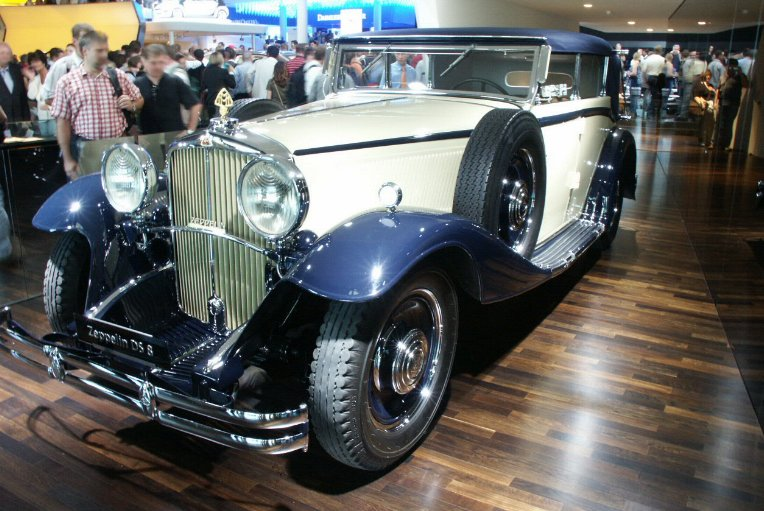
Maybach DS8.

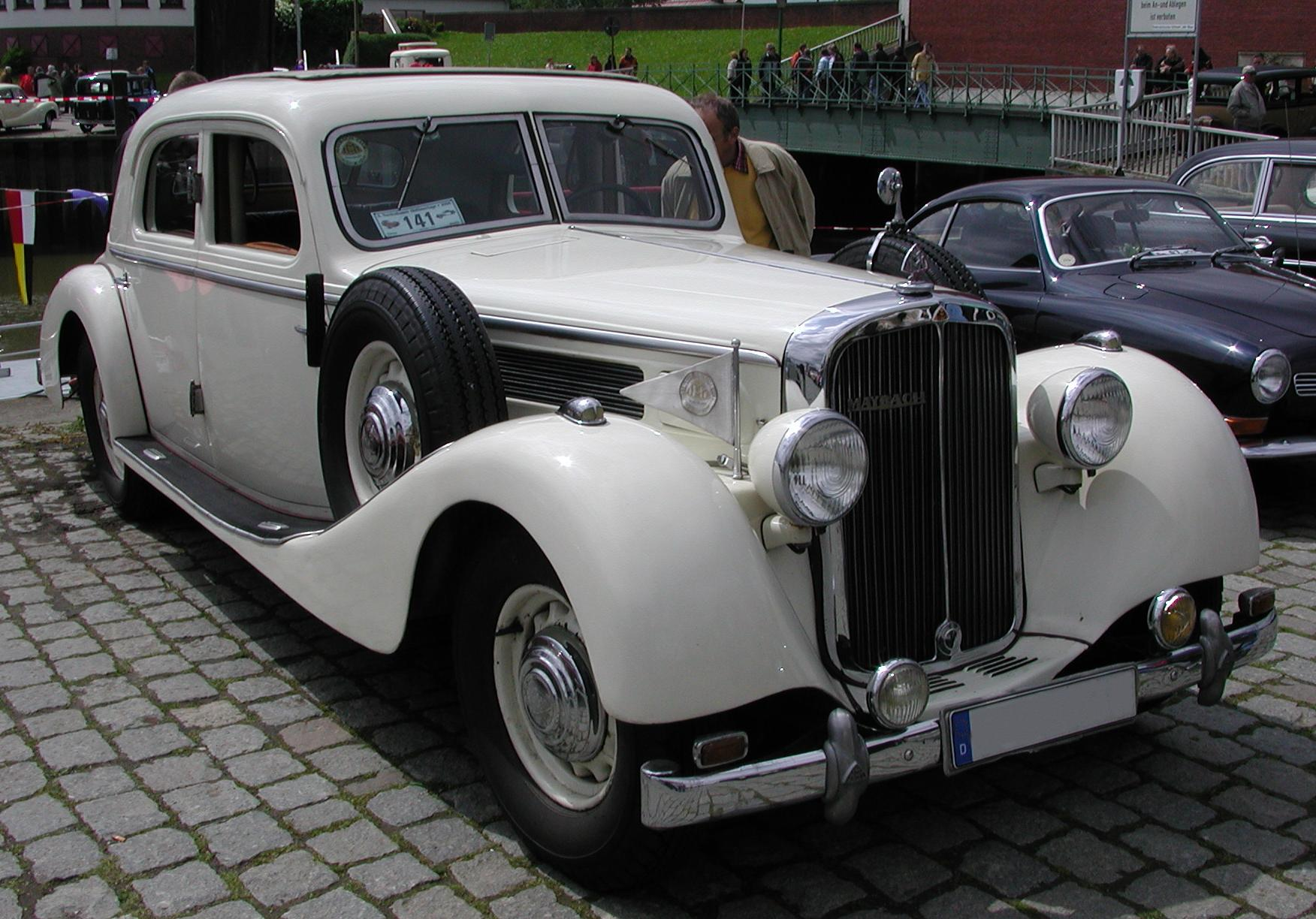
Maybach SW 42 de 1939.

### Avant guerre
- 1919  Maybach W1 (it): prototype basé sur un châssis Mercedes
- 1921  Maybach W3 (it): première Maybach, présentée au Salon automobile de Berlin
- 1926  Maybach W5 (it)
- 1929  Maybach 12
- 1930  Maybach DSH (it)
- 1930  Maybach DS7 Zeppelin
- 1931  Maybach W6 (it)
- 1931  Maybach DS8 Zeppelin
- 1934  Maybach W6 DSG
- 1935  Maybach SW35
- 1936  Maybach SW38
- 1939  Maybach SW42
- 1945  Maybach JW61

### Nouvelle génération
- (2002)  Maybach 57 et 62
- (2005)  Maybach 57S (le S fait référence à Special et non à Sport)
- (2006)  Maybach 62S
- (2007)  Maybach 62 Landaulet
- (2009)  Maybach 57 Zeppelin et Maybach 62 Zeppelin
- (2015) Mercedes-Maybach S500 et S600
- (2020) Mercedes-Maybach Classe S

### Concept-cars
- (2005)  Maybach Exelero (prototype présenté au Salon automobile de Francfort)
- (2006) : Maybach California Gourmet Tourer
- (2010) Maybach DRS Concept Design 2010
- (2016) Mercedes-Maybach Vision 6, coupé
- (2017) Mercedes-Maybach Vision 6, cabriolet
- (2018) Mercedes-Maybach Ultimate Luxury

Concept-cars
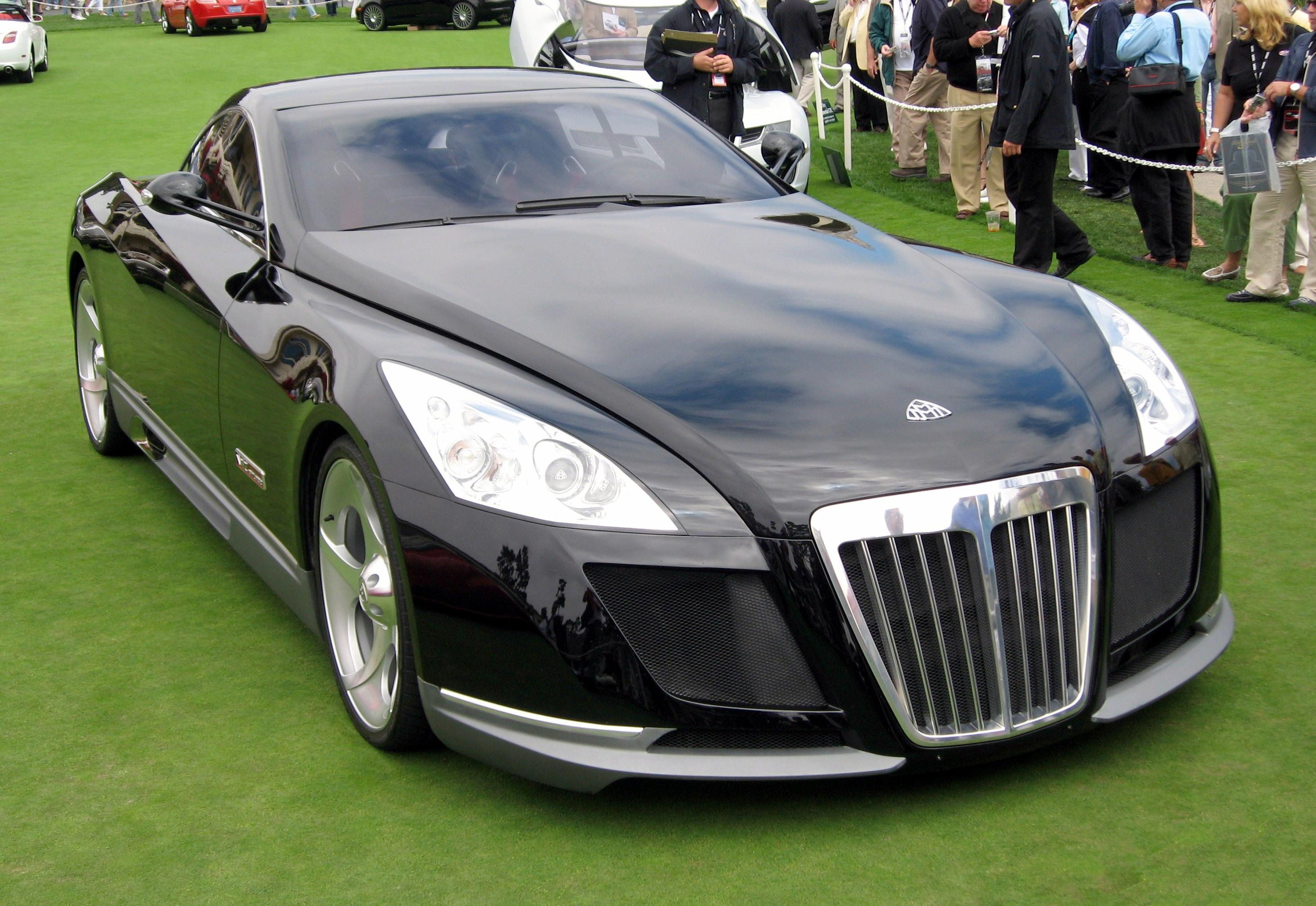
Maybach Exelero.
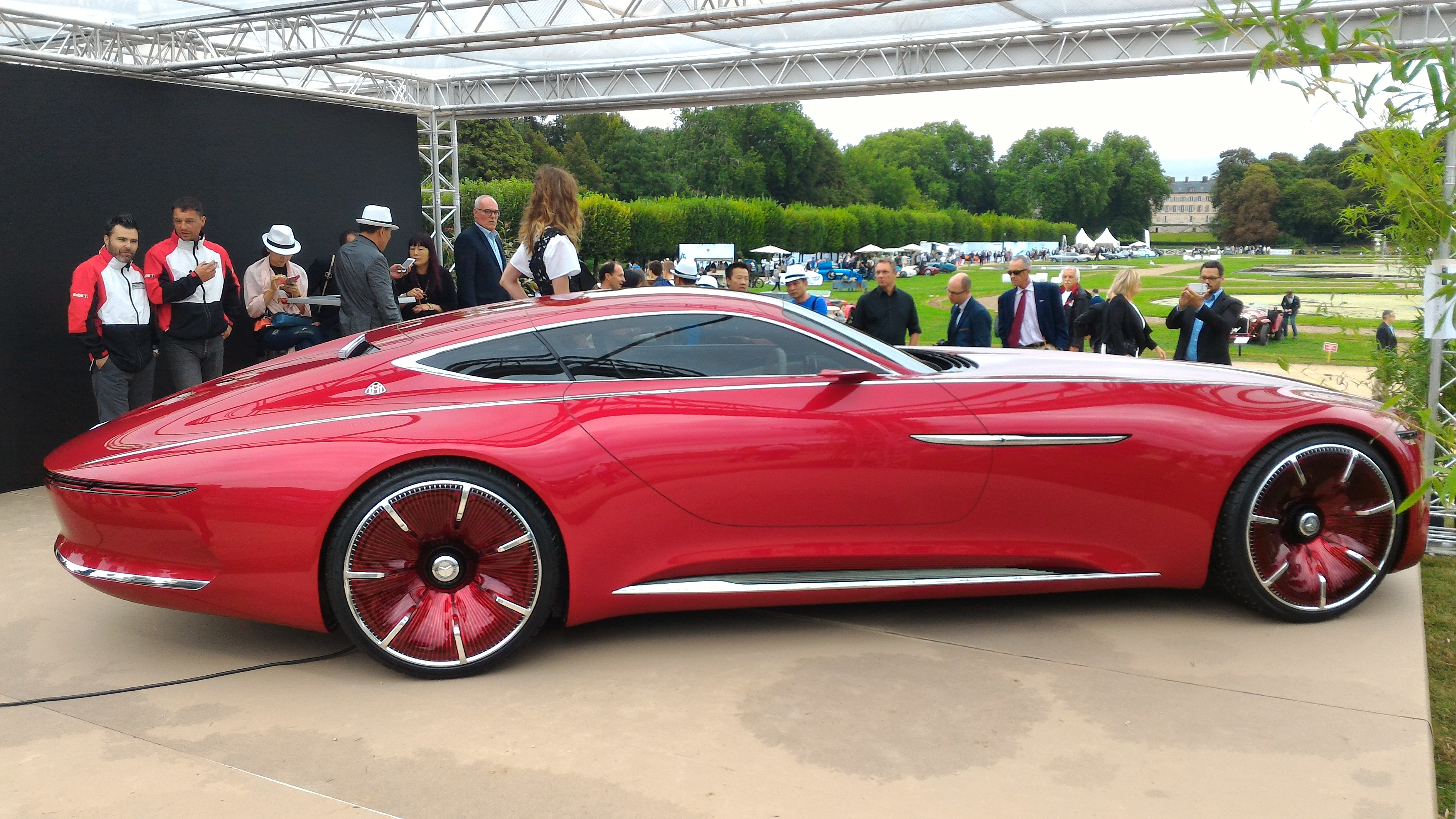
Mercedes Maybach Vision 6.
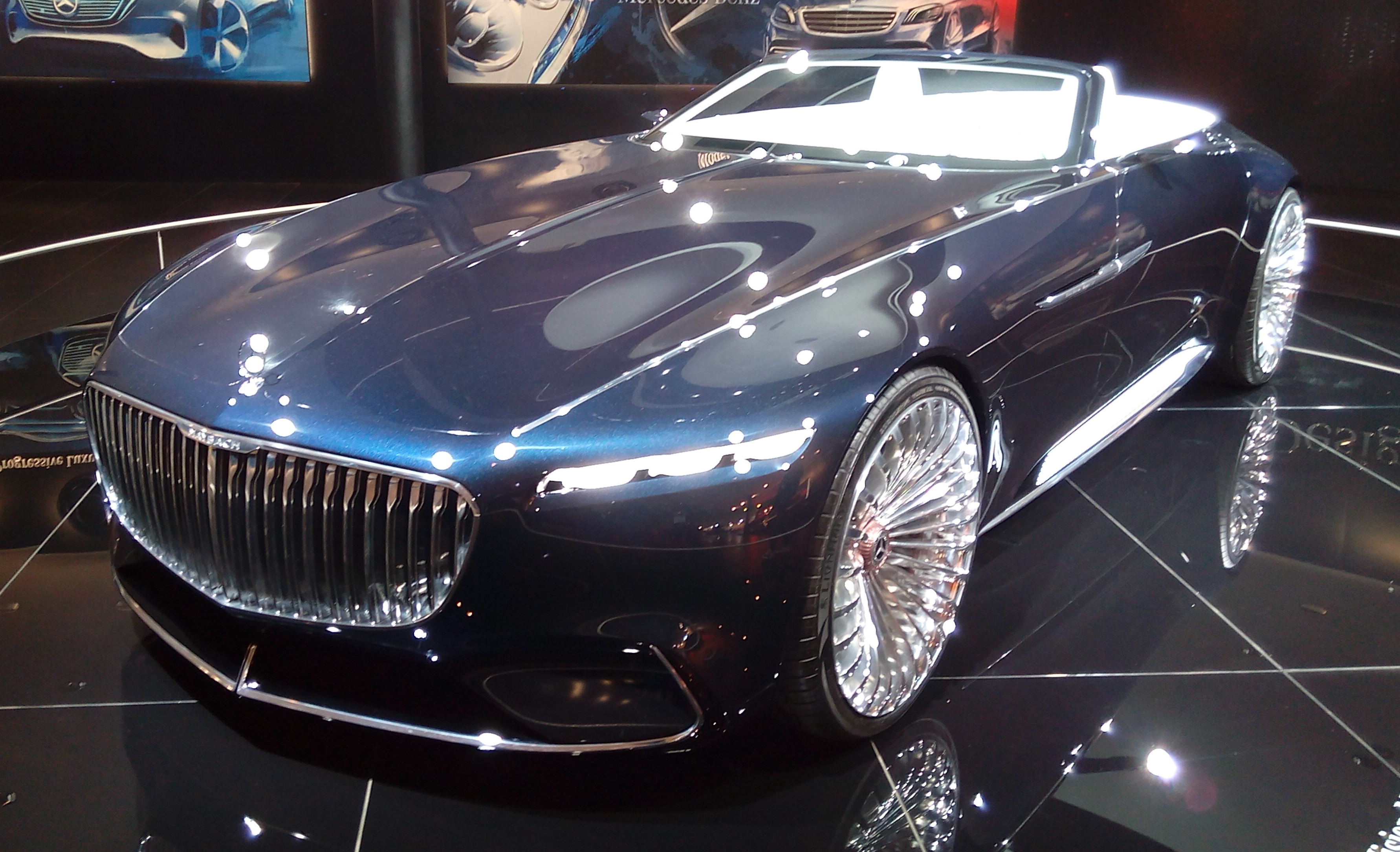
Mercedes Maybach Vision 6 cabriolet.